# Madlena Zepter
Madlena Zepter (ur. 1947 w Belgradzie) –  żona serbskiego biznesmena Philipa Zeptera. Fundatorka prywatnej opery w Belgradzie Madlenianum, Muzeum Zeptera oraz Europejskiej Nagrody Literackiej Madlena Zepter.

## Życiorys
Madlena Janković studiowała w Belgradzie literaturę i język serbski na Wydziale Filologicznym. Wyszła za mąż Milana Janković'a. W latach 80. XX wieku wyjechali do Austrii. Milan pracował w oddziale niemieckiej firmy AMC handlującej garnkami. Pod koniec lat 80. założył własną firmę Zepter. Zmienił imię i nazwisko na Philip Zepter. Madlena jest założycielką i właścicielką działającej od 1989 roku Madlenianum prywatnej Opery i Teatru w Belgradzie, której nazwa pochodzi od jej imienia. 1 lipca 2010 roku zostało otwarte Muzeum Zepter w Belgradzie, które na stałej wystawie prezentuje kolekcję sztuki z drugiej połowy XX wieku. W 2003 roku ufundowała European Literary Award Prix Litteraire Europeen “Madlena Zepter” (Europejską Nagrodę Literacką „Madlena Zepter”). Razem z mężem i córką mieszka w Monako.

## Nagrody
- 2011 Zlatan venac dla mecenasa sztuki i w uznaniu jej zasług dla rozwoju kultury serbskiej. Nagrodę wręczył minister kultury Serbii Nebojša Bradić[3][5].
- 2019 Order Sztuki i Literatury[2]